# Nigel Coombes
Nigel Coombes (* um 1950) ist ein britischer Improvisationsmusiker (Geige, auch Komposition).

## Leben und Wirken
Coombes gehörte zunächst als Geiger zu der von Gavin Bryars gegründeten Portsmouth Sinfonia, die ursprünglich nur Ohrwurm-Teile bekannter klassischer Stücke interpretierte und mit ihm auf dem Label Transatlantic Records die Alben The Portsmouth Sinfonia Plays the Popular Classics (1973) und Hallelujah (1974) veröffentlichte. Er spielte ab Mitte der 1970er-Jahre in der Gruppe Free Space (u. a. mit John Stevens, Trevor Watts) und mit Steve Beresford, Roger Smith und Terry Day in der Formation Four Pullovers (zunächst als Three Pullovers im Trio veröffentlicht). Zwischen 1977 und 1992 gehörte er zum Spontaneous Music Ensemble, zuvor schon zum Spontaneous Music Orchestra. Er arbeitete dann in der britischen Improvisationsszene u. a. mit Steve Noble (Proceedings, 1999), in der Gruppe Otherways und mit The Occasional Quartet. Ab den 2000er-Jahren war er auch in Projekten des London Improvisers Orchestra unter Leitung von Steve Beresford zu hören. Im Bereich des Jazz war er laut Tom Lord zwischen 1973 und 2006 an 29 Aufnahmesessions beteiligt.

## Diskographische Hinweise

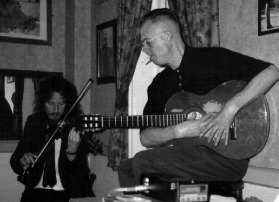
Nigel Coombes und Roger Smith

- Nigel Coombes & Steve Beresford:  Improvised Violin and Piano Duets (Bead, 1979)
- Spontaneous Music Ensemble: Hot and Cold Heroes (Emanem Records 1980/91, mit John Stevens, Nigel Coombes, Roger Smith)
- Steve Beresford / Nigel Coombes: White Strings Attached (1980)
- Nigel Coombes & Steve Beresford: Two to Tangle (Emanem, 1997)
- The Occasional Quartet: Desire Lines (Loose Torque, ca. 2006), mit Garry Todd, Nick Stephens, Tony Marsh
- Nigel Coombes & Nick Stephens: Telling Tales (Loose Torque, 2020), mit Frode Gjerstad[3]